# 韦尔施诺伊多夫
韦尔施诺伊多夫是德国莱茵兰-普法尔茨州的一个市镇。总面积7.77平方公里，总人口960人，其中男性491人，女性469人（2011年12月31日），人口密度124人/平方公里。